# Bertrand Lagier

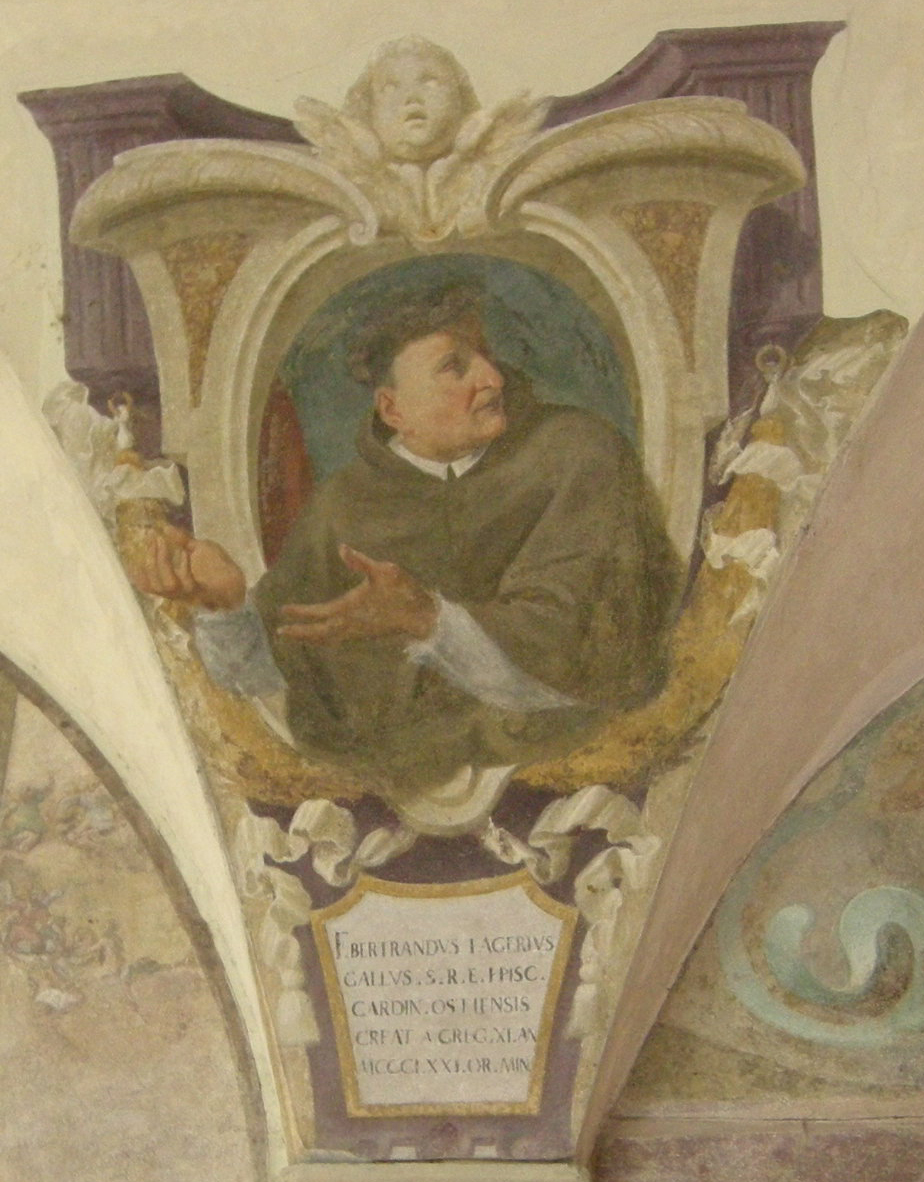
Bertrand Lagier

Bertrand Lagier OMin (* um 1320 in Figeac, Königreich Frankreich; † 16. November 1392 in Avignon) war ein französischer, römisch-katholischer Geistlicher.

## Leben
Bertrand Lagier trat in den Franziskanerorden in Figeac ein. Er absolvierte ein Studium generale in Paris oder Toulouse. In mehreren Franziskanerklöstern war er Dozent für Theologie und Professor an der Universität Montpellier. Während er im Kloster von Assisi lehrte, verlieh ihm Papst Clemens VI. am 5. Dezember 1351 nach Bestehen des vorgeschriebenen Examens den Titel eines Magisters der Theologie.
Am 18. Dezember 1357 wurde er zum Bischof von Assisi und am 24. Januar 1368 von Glandèves erwählt.
Am 30. Mai 1371 ernannte Papst Gregor XI. ihn zum Kardinal und wies ihm die Titelkirche Santa Prisca zu. 1372 und 1373 war er Generalvikar des Franziskanerordens. 1375 wechselt er zur Titelkirche Santa Cecilia in Trastevere. 1376 begleitete er Papst Gregor XI. auf seiner Reise von Avignon nach Rom. Er nahm am Konklave 1378 teil, das mit Urban VI. den letzten Nichtkardinal zum Papst wählte. Im April 1378 wurde er Kardinalbischof von Ostia e Velletri und Kardinaldekan. Santa Cecilia behielt er in commendam. Ferner nahm er am Konklave von Avignon 1378 teil, das Gegenpapst Clemens VII. wählte. Danach zog er nach Avignon und gehörte bis zu seinem Tod der Obödienz von Avignon an. Als Schriftsteller ist er für die Abhandlung De schismate et contra haereses sui temporis bekannt.
Er wurde in der Kirche San Francesco in Avignon beigesetzt.